# Міліметрові хвилі

Графік залежності загасання в атмосфері від частоти у міліметровому діапазоні

Міліметрові хвилі (вкрай високі частоти, скор. ВВЧ, англ. EHF) — частотний діапазон радіохвиль з довжиною хвилі в межах від 1 до 10 мм і частотою від 30 до 300 ГГц. Міліметровий частотний діапазон охоплює частково Ka-діапазон і повністю V-, W- і mm-діапазони РЛС.
У порівнянні з більш низькочастотними діапазонами, радіохвилі у цьому спектрі швидко згасають, поглинаючись атмосферними газами та водяною парою. Внаслідок цього вони мають малу дальність поширення та можуть бути використані тільки для наземного зв'язку на відстані не більше 1 км. Зокрема, випромінювання на частотах 57-64 ГГц сильно послаблюється молекулами кисню. Також, навіть на відносно коротких відстанях, дощ є серйозною перешкодою для поширення сигналу.